# Bhuvaneka Bahu de Ruhunu
Bhuvaneka Bahu de Ruhunu fou rei de Ruhunu vers 1215. No s'esmenta el seu origen però podria ser el fill de Vijayabahu III.
El 1215 l'illa de Ceilan fou envaïda per un guerrer o príncep Kalinga de nom Magha amb una força de vint mil homes reclutada a Kerala al país Chera. Aquests invasors van actuar de manera violenta i bàrbara, amb saquejos, robatoris, violacions; fins i tot els animals eren agafats pels invasors; el més rics eren sotmesos a tortures; les dagobes i temples foren profanats i saquejats i els seus monjos maltractats; el poble fou sotmès a treballs forçats; alguns llibres importants foren destruïts; i fins i tot les relíquies de Buda i altres tresors van patir la fúria dels invasors. Polonnaruwa fou ocupada i Parakrama Pandya agafat presoner i se li van treure els ulls i confiscar tots els seus tresors. La resistència es va organitzar sota el príncep de sang reial Vijayabahu III sobretot a Maya Rata, i Bhuvaneka Bahu (que podria ser el fill de l'anterior) a Ruhunu. Un altre fill, Parakramabahu II (Pandita Parakrama Bahu), probablement va romandre a Maya Rata amb el seu pare i el va succeir el 1124; aquest príncep acabarà unificant l'illa uns anys després (vers 1136). Bhuvaneka Bahu devia ser sub-rei a Ruhunu sota el regnat del seu suposat pare, però ja no s'esmenta en el del seu suposat germà.

## Nota
1. ↑  els astròlegs li havien predit grans fets d'armes